# Православие в Великом княжестве Литовском

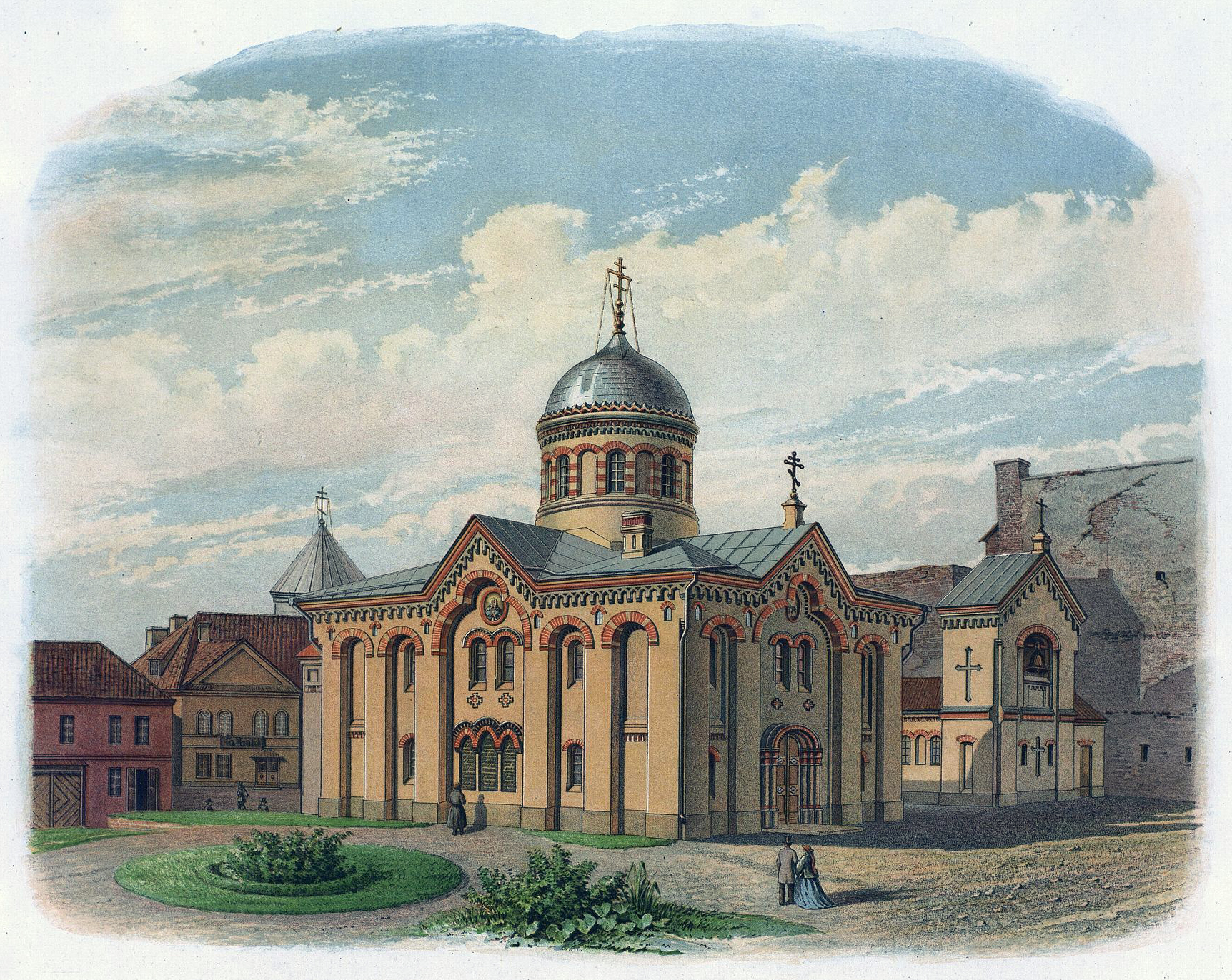
Церковь св. Параскевы Пятницы — храм, основанный в Вильне около 1345 года при великой княгине Марии Ярославне. 1870

Православие в Великом Княжестве Литовском (христианство византийского обряда) — было наиболее ранней конфессией, распространившейся на значительной части территории будущего Великого княжества Литовского ещё во времена Киевской Руси. Управление православной церковью в Великом княжестве в разное время осуществлялось в рамках нескольких митрополий: Литовской (называвшейся также «митрополия Литовская и Малой Руси», «Киевская, Литовская и всея Руси»), Галицкой, Киевской («Киевская и всея Руси»), а с 1458 года — «Киевской, Галицкой и всея Руси».

## История

### Церковная организация в регионе до учреждения Литовской митрополии
В конце X — начале XI века на территории полоцких и турово-пинских земель были учреждены Полоцкая и Туровская епископии Киевской митрополии Константинопольского патриархата.
По археологическим данным, христианство восточного обряда в XII веке было распространено в бассейнах Двины, Припяти и большей части бассейна Немана, включая бассейн Вилии.
С середины XIII века местные князья периодически вступали в союзы с правителями Северо-Восточной и Юго-Западной Руси: дочь Брячислава Полоцкого Параскева была женой Александра Ярославича, а племянница Миндовга — женой Даниила Галицкого; князем Новогородка Литовского во второй половине 1250-х годов был Роман Данилович. Православными были великий князь литовский Войшелк, основавший Лавришевский монастырь, а также его зять и преемник Шварн Данилович.
Монгольское нашествие на Русь (1237—1240) стало рубежным событием в истории православной церкви региона. Разорение Киева в 1240 году привело к окончательному падению его авторитета как центра русских земель, а также к необходимости приспособления людей, власти и церкви к новым условиям. В качестве возможных вариантов развития у раздробленной на более десятка княжеств Руси прослеживались два основных. Первый мог реализовываться в виде сотрудничества с католическими странами, каковую внешнеполитическую линию попытались развить галицко-волынские князья. Другим направлением было сотрудничество с монгольскими правителями, которые не представляли серьёзных угроз для позиций доминирующей в данном регионе православной церкви. Избранный на соборе епископов в 1242 году митрополит Кирилл избрал путь сотрудничества с Ордой: в 1252 году ему удалось получить от золотоордынского правителя Батыя ярлык, гарантирующий неприкосновенность православной церкви, а впоследствии сблизился с ханом Менгу-Тимуром.
В самой же Руси до 1251 года митрополит Кирилл опирался на галицко-волынского князя Даниила; однако, после активизации им прозападной внешней политики, митрополит переориентировался на поддержку лояльного монголо-татарам владимирского князя Александра Невского, после чего пребывал преимущественно в северо-восточных окраинах Руси. Таким образом, киевская кафедра опустела, а митрополит обосновался во Владимире-на-Клязьме. Митрополит Кирилл после 1251 года не смог вернуться на свою кафедру из Залесья, а следующий митрополит Максим переселился во Владимир-на-Клязьме со всем клиром, в результате чего киевская кафедра опустела. Константинопольский патриархат, заботясь о христианской жизни в подотчётных ему епархиях, должен был ставить на Русь митрополитов находившихся под защитой галицких или литовских князей, независимых от Орды и тевтонских рыцарей.
После монгольского нашествия Литва оказалась единственной из земель Киевской митрополии, сохранившей независимость от монголов. С 1303 года литовские епархии находились в каноническом подчинении митрополиту Нифонту, кафедра которого находилась в Галиче. После смерти Нифонта на поставление в галицкие митрополиты в Константинополь был отправлен Пётр (Ратский), но поставлен он был в митрополиты Киевские и всея Руси и уехал во Владимир-на-Клязьме.

## Литовская православная митрополия

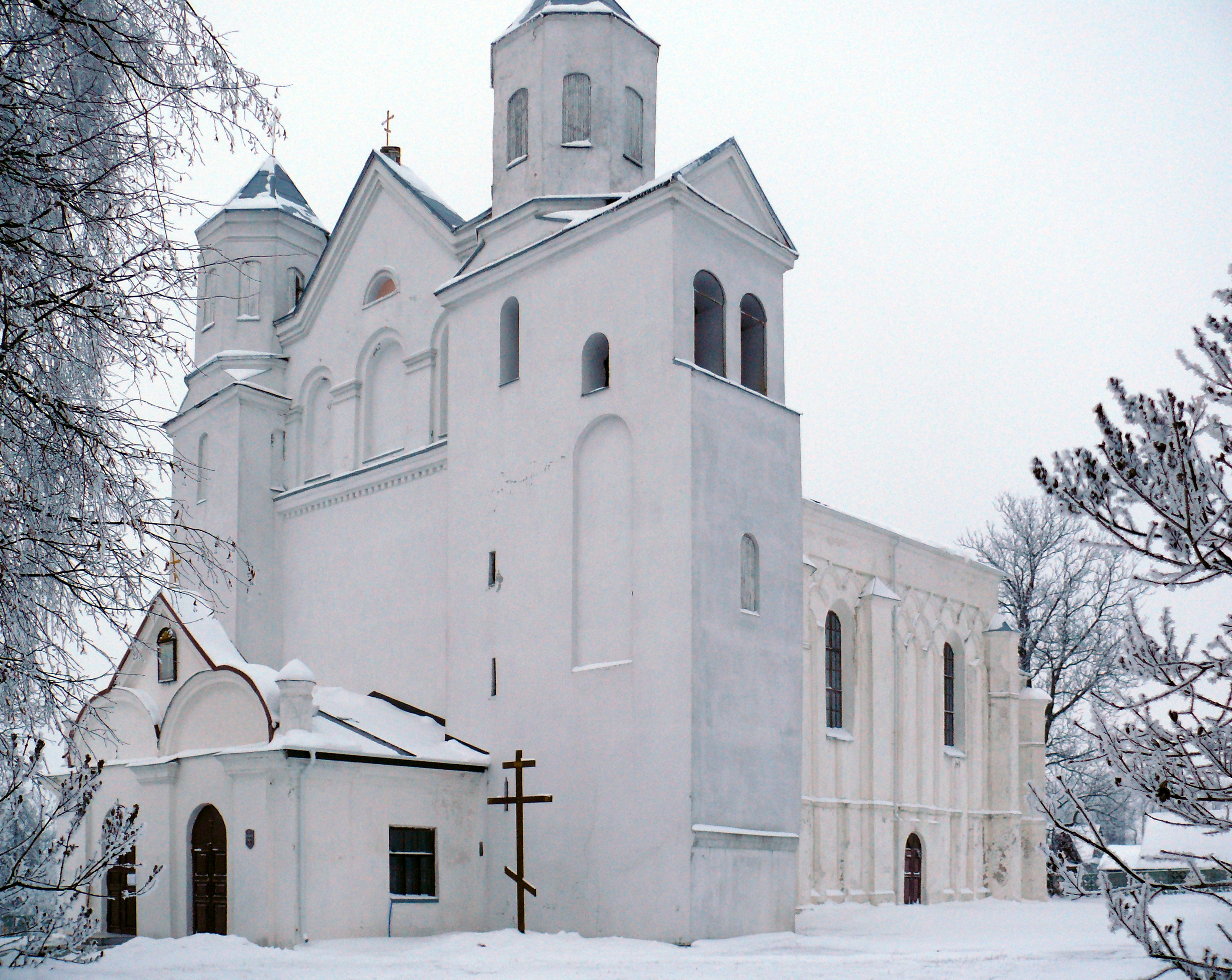
Церковь св. Бориса и Глеба в Новгородке (выстроена в 1512 году в византийско-готическом стиле на месте древнерусского храма, в котором проходили соборы Литовской митрополии).

По требованию великого князя литовского Гедимина, около 1317 года Констатинопольским патриархом Иоанном Гликой была создана православная митрополия Литвы с центром в литовском Новгородке — Малом Новгороде (современный Новогрудок), на которую был поставлен митрополит Феофил (первый и последний на этой кафедре). Ему подчинялись епископы Полоцкий и Туровский. Резиденция литовского митрополита (греч. μητροπολίτης Λιτβων) находилась в Новогрудке, затем резиденция была устроена и в Вильне. Подвластное Орде Киевское княжество с 1320-х годов было под влиянием Великого княжества Литовского, а с 1362 года в составе ВКЛ.
У ряда исследователей существует мнение, что Литовская митрополия была создана в 1315—1317 годах, вероятно по просьбе направленной Витенем к Константинопольскому патриарху, так как в актах константинопольского синода 1317, 1327 и 1329 годов имеется подпись одного из членов синода — Литовский (греч. ό Λιτβάδων). В акте 1329 года указано его имя — Феофил. Примечательно, что в нескольких списках епархий Константинопольского престола, составленных при Андронике II Палеологе, написано, что Литовская митрополия существовала с 6800 (1291/2) года, а в одном списке датой учреждения Литовской митрополии указан 6808 (1299/1300) год. В списках с Росписей есть уточнение — Литва, диоцез Большой Руси, со столицей в Малом Новгороде. А. Павлов предположил, что датировка 1292 годом является, скорее всего, ошибкой переписчика, и вероятной датой основания Литовской митрополии следует считать 1300 год.
При литовском митрополите Феофиле, в 1328 году на соборе, в котором участвовали епископы Марк Перемышльский, Феодосий Луцкий, Григорий Холмский и Стефан Туровский, епископом Владимирским поставили Афанасия, а Галицким — Феодора. После смерти Феофила (около 1330 года) литовская кафедра осталась незамещённой до 1352 года.

### При митрополите Феогносте (1329—1353)

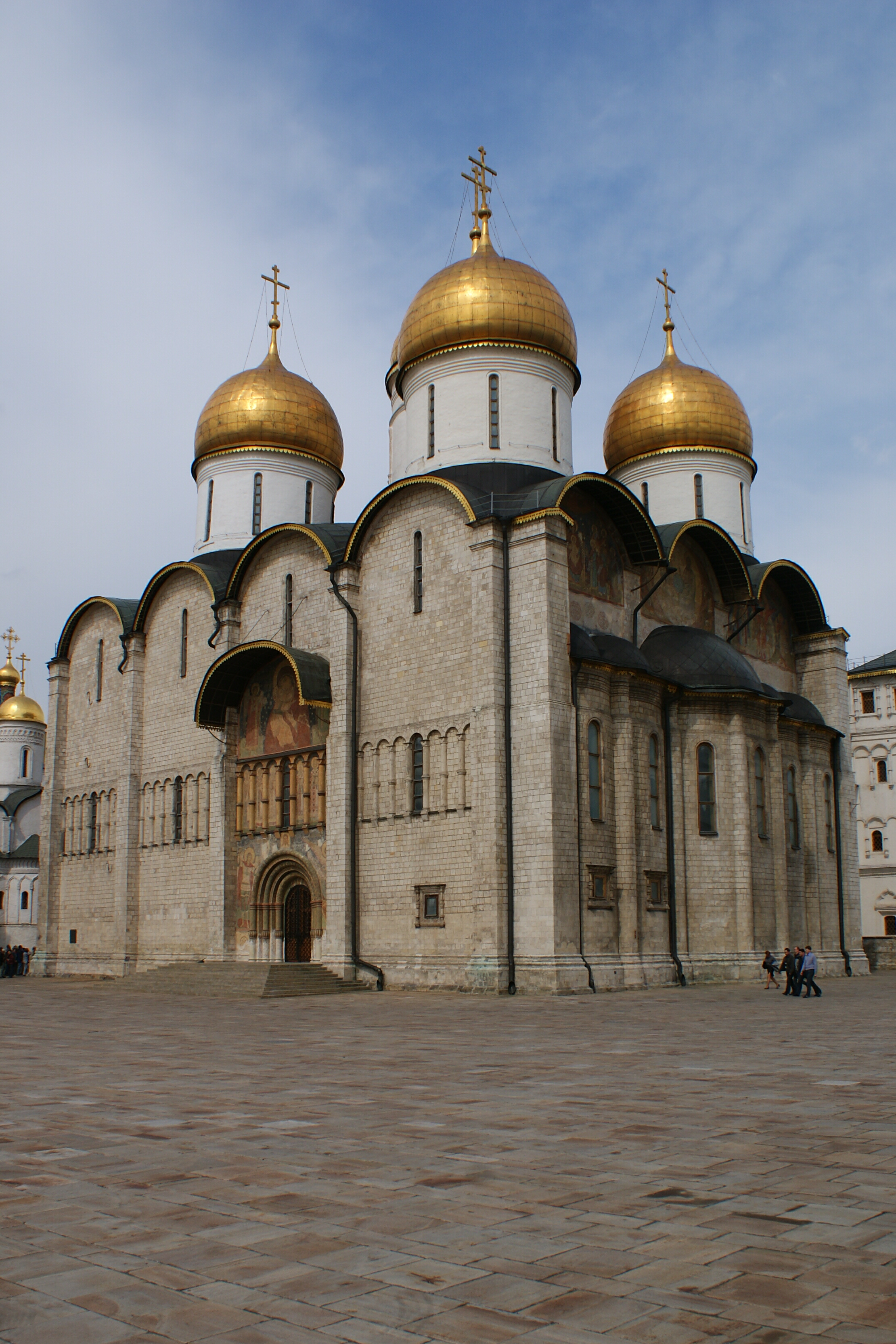
Успенский собор Московского Кремля, Кафедральный собор в Москве.

В 1329 году на Русь приехал Феогност, который должен был наладить союзные отношения между Константинополем и Сараем. Феогност, выполняя условия ордынцев, не признал епископом Ростовским Гавриила, поставленного в этом году с участием Феодора Галицкого, и отлучил от церкви сопротивлявшихся ордынской власти Александра Михайловича Тверского и псковичей. Александр Михайлович уехал в Литву и, получив там поддержку епископата Литовской митрополии и князя Гедимина, вернулся в Псков. В 1331 году во Владимире-Волынском Феогност отказался хиротонисать в епископы Новгорода и Пскова Арсения (избранного собором епископов: Феодором Галицким, Марком Перемышльским, Григорием Холмским и Афанасием Владимирским). Феогност поставил в Новгород своего кандидата Василия, но Василий заключил с киевским князем Фёдором соглашение о принятии на службу в Новгороде племянника Фёдора — Глеба Гедиминовича. Феогност в 1331 году отправился в Орду и Константинополь с жалобами на русско-литовских епископов и князей, но патриарх Исайя возвел галичского епископа Феодора в ранг митрополита.
На соборах галицко-литовских епископов в 1332 году епископом Чернигова был поставлен Павел, в 1335 году епископом Брянска поставлен Иоанн. В 1340 году Любарт (Дмитрий) Гедиминович стал князем Галицким. Поставленный Феогностом новгородский архиепископ Василий, получив из Константинополя в 1341 году крестчатые ризы и белый клобук, стал независимым от митрополита. В 1346 году галицко-литовские епископы епископом Смоленска поставили Евфимия. В поставлении Евфимия участвовал епископ Белгородский Кирилл. В середине 1340-х годов Белгородская, Черниговская, Полоцкая, Владимирская, Турово-Пинская, Смоленская, Галицкая, Перемышльская, Холмская, Луцкая и Брянская епархии входили в галицкую митрополию. Под управлением Феогноста находились Владимиро-Суздальская митрополичья область, Ростовская, Рязанская и Сарайская епархии. За Тверскую епархию и Псковскую республику шла борьба между Литвой, Новгородской республикой и Московским княжеством. За Перемышльскую, Галицкую, Владимирскую и Холмскую епархии шла война за галицко-волынское наследство.
В сентябре 1347 года, вскоре после своей победы в гражданской войне и воцарения на императорском престоле, Иоанн VI Кантакузин, стремясь опереться на союз с Ордой, назвал авторитетного в Орде митрополита Феогноста митрополитом Киевским и всея Руси, а от противников Орды (епископов Малой Руси и князя Любарта) потребовал подчиниться митрополиту Феогносту. Синод утвердил декреты Кантакузина, и новый патриарх Исидор вызвал галицкого митрополита на суд в Константинополь. Православные Малой Руси и Литвы не подчинились требованиям кантакузинской партии, и в 1352 году в Константинополе отказались поставить в митрополиты претендента на литовскую кафедру Феодорита. Его хиротонисал патриарх Тырновский. Греки сочли поставление Феодорита неканоническим и обозвали литвинов огнепоклонниками. Византийский историк Никифор Григора в 1350-х годах писал, что народ «Русь» разделяется на четыре Руси (Малая Русь, Литва, Новгород и Большая Русь), из которых одна почти непобедима и не платит дани Орде; этой Русью он называл Литву Ольгерда. Феодорита признавал архиепископ Великого Новгорода Моисей (удалённый из Новгорода около 1330 года, вернувшийся на новгородскую кафедру в 1352 году и писавший в Константинополь жалобы на Феогноста). Феодорит пребывал на митрополичьей кафедре в Киеве до 1354 года. Из-за отсутствия документов неизвестен точный титул Феодорита, с которым он был поставлен в Тырново; И. Мейендорф допускает, что это мог быть титул «Митрополита Киевского и всея Руси».

### Период 1353—1375
В 1354 году, через год после смерти Феогноста, Константинопольский патриархат возвёл в ранг митрополита угодного Орде московского ученика Феогноста — епископа Владимирского Алексия. Тырновский патриарх в 1355 году возвёл на литовскую митрополичью кафедру Романа, которого Рогожский летописец называл сыном тверского боярина, а историки приписали к родственникам Иулиании — второй жены Ольгерда. Между Романом и Алексием возник спор за Киев, и в 1356 году они оба приезжали в Константинополь. Патриарх Каллист закрепил за Романом Литву и Малую Русь, но Роман утвердился и в Киеве. В русских летописях сообщается, что митрополит Алексий в 1358 году приезжал в Киев, был здесь арестован, но смог сбежать в Москву. В 1360 году Роман приезжал в Тверь. Претензии митрополита Киевского и всея Руси Алексия к митрополиту Литовскому Роману разбирались на константинопольском синоде в июле 1361 года, закрепившем за Романом епископии Литвы (Полоцкое, Туровское и Новгородское епископства) и епархии Малой Руси. Спор Романа с Алексием за Киев закончился со смертью Романа в 1362 году. В 1362 году литовские князья освободили от татарской власти районы южнее киевской области и галицких земель, присоединив таким образом древнюю Белгородскую (Аккерман) епархию и часть молдо-влашских земель, православное население которых окормлялось галицкими епископами, но Константинопольский патриарх, стремясь сохранить мирные отношения с Ордой, отдал всю Русь во власть митрополита Алекси́я, который, не посещая юго-западных епархий, содействовал военной и политической экспансии Московского княжества в тверские и смоленские земли. Митрополита Алексия около десяти лет поддерживал патриарх Филофей.

### При митрополите Киприане (1375—1406)

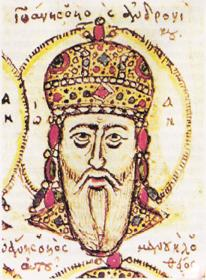
Византийский император Иоанн V Палеолог

Незадолго до смерти (5 ноября 1370 года) польский король Казимир III написал патриарху Филофею послание, в котором просил поставить в митрополиты польских владений галичского епископа Антония. В мае 1371 года было выдано подписанное патриархом Филофеем соборное определение, которым епископу Антонию препоручалась митрополия Галицкая с холмской, туровской, перемышльской и владимирской епархиями. Антоний должен был поставить епископов в Холм, Туров, Перемышль и Владимир при содействии митрополита Угровлахии. Выражая волю православного народа, великий князь Ольгерд писал в Константинополь послания с просьбами о поставлении на Литву независимого от Польши и Москвы митрополита, и в 1373 году патриарх Филофей направил в Киевскую митрополию своего экклисиарха Киприана, который должен был примирить литовских и тверских князей с Алексием. Киприану удалось примирить враждующие стороны. Но летом 1375 года Алекси́й благословил войска своей епархии в поход на Тверь, и 2 декабря 1375 года патриарх Филофей рукоположил Киприана в митрополита Киевского, Русского и Литовского, а патриарший собор постановил, что после смерти митрополита Алексия Киприан должен быть «одним митрополитом всея Руси». За это императора Иоанна V Палеолога и патриарха Филофея в Москве назвали «литвинами». 9 июня 1376 года Киприан прибыл в Киев, управляемый литовским князем Владимиром Ольгердовичем. В 1376—1377 годах и с лета 1380 года Киприан занимался церковными и церковно-хозяйственными вопросами в Литве, в которой после смерти Ольгерда возник конфликт между старшими (от Марии) и младшими (от Иулиании) Ольгердовичами. В канцелярии митрополита Киприана был составлен список «всем градом рускым далним и ближним», в котором перечислены города православных епархий (кроме собственно литовских, множество городов от Дуная на юге, Перемышля и Брынеска на западе до Ладоги и Бела-озера на севере). После смерти Алексия в 1378 Киприан сделал попытку приступить к исполнению своих прав и обязанностей в Московском княжестве, но был схвачен слугами Дмитрия Ивановича, провел ночь в заточении, а затем был выдворен из Москвы. За это Дмитрий и его люди были отлучены от церкви и прокляты по чину псалмокатары специальным посланием Киприана. В 1380 году Киприан благословил православных великого княжества Литовского на участие в Куликовской битве вместе с Дмитрием Ивановичем.
Летом 1387 года Киприан убедил Витовта возглавить сопротивление польско-латинской экспансии в Литве и заложил основу будущего союза великих княжеств Литовского и Московского: он обручил дочь Витовта Софью с московским княжичем Василием. После февральского константинопольского собора 1389 года при патриархе Антонии северо-восточные русские епархии подчинились митрополиту Киприану. В 1396—1397 годах он вёл переговоры о союзе православной и римско-католической церквей в борьбе с агрессией мусульман. После 1394 года церковная власть митрополита всея Руси распространилась на Галицию и Молдо-Влахию.

## Киевская митрополия 1406—1458
В 1409 году в Киев из Константинополя прибыл новый митрополит Киевский и всея Руси Фотий. В первой половине 1410-х годов Фотий был обвинён в тяжком грехе, по которому иерарх достоин извержения из Церкви и проклятия. Литовско-киевские епископы написали Фотию послание, в котором обосновали свой отказ от подчинения неканоничному иерарху. Великий князь Витовт изгнал Фотия из Киева и обратился к императору Мануилу с просьбой дать Литовской Руси достойного митрополита. Император «для прибытков неправедных» не удовлетворил просьбу Витовта. Не получив удовлетворения своей просьбе, великий князь Витовт собрал литовско-русских князей, бояр, вельмож, архимандритов, игуменов, иноков и попов на собор. 15 ноября 1415 года в Новогородке Литовском архиепископ Полоцкий Феодосий и епископы Исаакий Черниговский, Дионисий Луцкий, Герасим Владимирский, Галасий Перемышльский, Савастьян Смоленский, Харитон Холмский и Евфимий Туровский подписали соборную грамоту о избрании молдо-влахийского епископа Григория и посвящении его в митрополита Киевского и всея Руси по правилам святых Апостолов и по признанным Вселенской православной церковью примерам, бывшим прежде на Руси, в Болгарии и Сербии. Фотий разослал грамоты с бранью на литовских христиан и призывом не признавать Григория каноничным митрополитом. На Констанцском соборе в 1418 году Григорий Цамблак отказался перевести Литовскую митрополию в подчинение римскому престолу. На основании сообщения русского летописца о смерти Григория в 1420 году и информации о поездках Фотия в Литву на переговоры с Витовтом, в историографии утвердилось мнение о признании литовскими епархиями с 1420 года церковной власти митрополита Фотия. Но есть версия, что Григорий около 1431—1432 года переселился в Молдо-Влахию, где около 20-ти лет проработал на книжном поприще, приняв в Нямецком монастыре схиму с именем Гавриил).
В конце 1432 или начале 1433 года патриарх Иосиф II возвёл в сан митрополита Киевского и всея Руси смоленского епископа Герасима. 26 мая 1434 года Герасим хиротонисал Евфимия II (Вяжицкого) в епископа Новгородского. В Москве не пожелали признать Герасима, его обвинили в союзе с католиками. По этому подозрению князь Свидригайло в ходе гражданской войны между приверженцами «старой веры» и сторонниками польско-католической гегемонии в 1435 году приказал сжечь Герасима в Витебске (вследствие этого преступления Свидригайло потерпел поражение от пропольской партии).

### Флорентийская уния, разделение Киевской митрополии

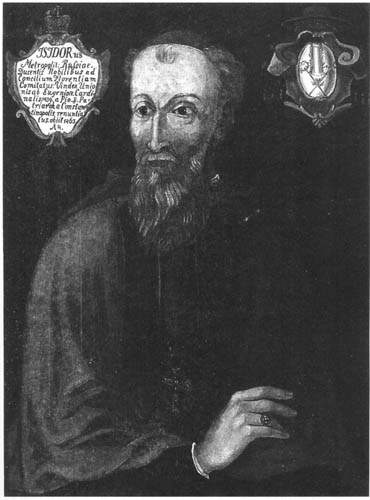
Исидор, Митрополит Киевский и всея Руси. (1436—1458)

В 1436 году патриарх Иосиф II возвёл в сан митрополита Киевского и всея Руси наиболее образованного представителя константинопольского духовенства Исидора. Благодаря авторитету митрополита Исидора союз православных и католиков против коалиции Османской империи и Орды 5 июля 1439 года был оформлен на Ферраро-Флорентийском вселенском соборе, где была признана каноничность и католической, и православной церковных организаций верующих при условии признания православными христианами нововведений Римской церкви как имеющих основание в св. Писании и св. Предании (включая противоречащее канонам и утвержденному в 381 г. никео-царьградскому символу веры filioque).
Папа Евгений IV назначил Исидора легатом католических провинций Польши, Литвы и Ливонии, а 18 декабря 1439 года к православному титулу Исидора был добавлен равный митрополичьему титул кардинала Римской Церкви. Возвращаясь из Флоренции, Исидор в начале 1440 года направил из Буды окружное послание, в котором сообщил о признании римской церковью каноничности православных и призвал христиан разных конфессий к мирному сосуществованию под юрисдикцией папы Римского, что помогло литвинам поставить на должность великого князя Литовского 13-летнего Казимира (сына Софьи Андреевны, бывшей православной, четвёртой жены Ягайло-Владислава), построившего затем в Литве несколько православных церквей Иоанна Предтечи. В 1440 — начале 1441 гг. Исидор объезжал епархии Великого княжества Литовского (был в Перемышле, Львове, Галиче, Холме, Вильне, Киеве и других городах).
В марте 1441 года митрополит Исидор приехал в Москву. Вскоре выяснилось, что он подписал унию с католической церковью, чем грубо нарушил канонические правила, согласно которым епископ, вступивший в церковное общение с отлученными от церковного общения, еретиками или раскольниками (а Римская церковь с точки зрения православных церквей являлась именно еретической и лишенной церковного общения), сам становится еретиком или раскольником и подлежит церковному наказанию. Исидор был взят под стражу, а Московский собор 1441 г., в котором участвовало 6 русских епископов из 18, признал флорентийское униатское определение «ересью, противной Божественным правилам и Преданию», и выступил против митрополита-отступника. Осенью 1441 г. Исидор бежал из-под ареста (возможно, при попустительстве московских властей). В 1448 году епископы епархий, расположенных на территории Русского государства (Ростовской, Суздальской, Сарайской, Пермской и Коломенской?), поставили епископа Рязанского Иону в митрополиты Киевские и всея Руси. Поставление Ионы считается началом фактической самостоятельности (автокефалии) северо-восточных русских епархий. Преемники Ионы (с 1461) заменили титул «митрополит Киевский» на «митрополит Московский».

## Киевская митрополия 1458—1596

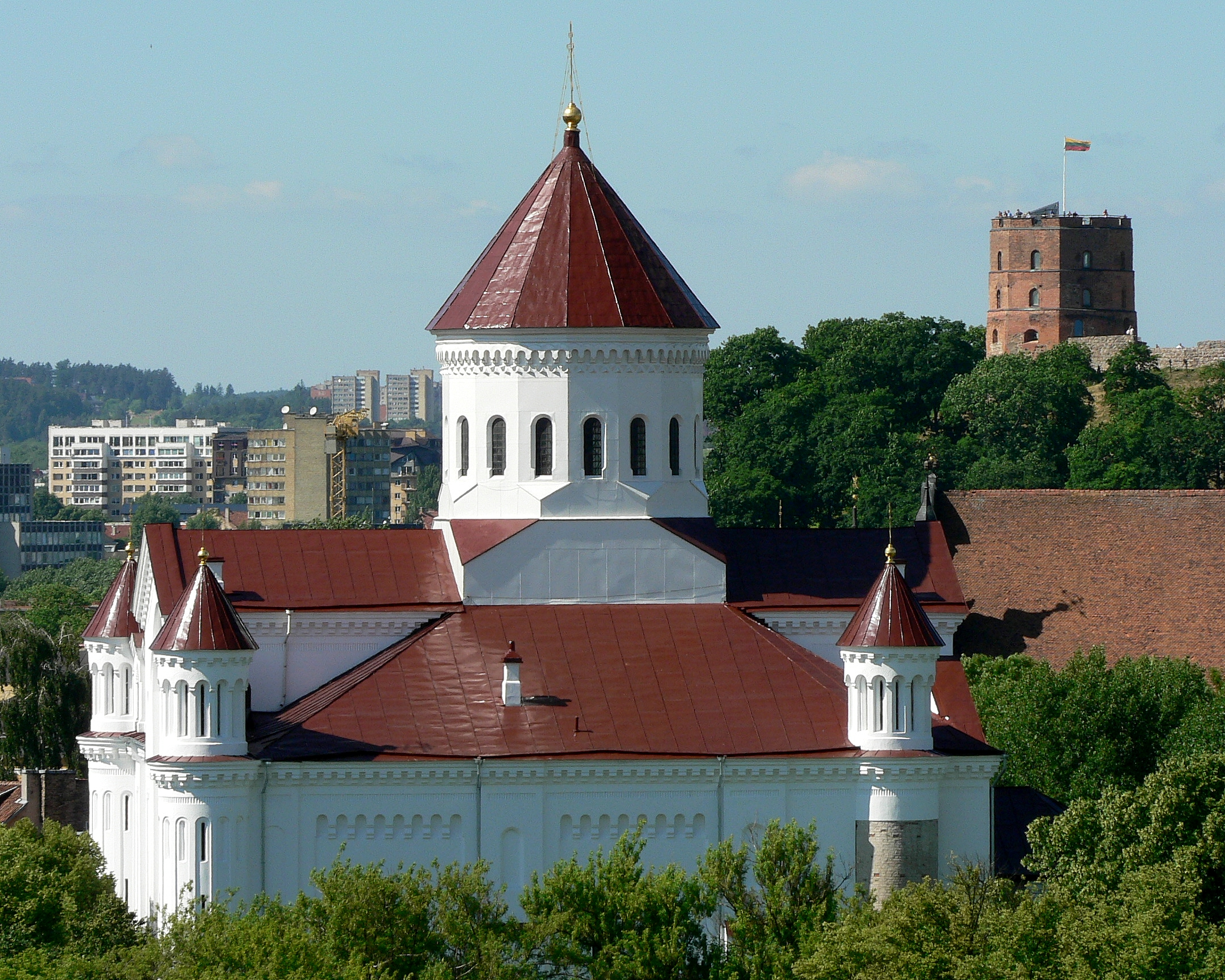
Собор Успения Богородицы в Вильне, основанный при великом князе Ольгерде в 1346 году. Кафедральный собор митрополитов Киевских и всея Руси в XV—XVI веках. Здание реконструировано в середине XIX века.

В 1442—1452 годах митрополит Исидор был во Флоренции, Сиене, Киеве, Риме, Константинополе, опять в Риме, откуда 20 мая 1452 года отбыл с отрядом римских солдат в Константинополь. В 1453 году он участвовал в обороне Константинополя, был взят турками в плен, продан в рабство, бежал, и в 1458 году, став титулярным латинским патриархом Константинополя, отказался от сана митрополита Киевского в пользу своего бывшего ученика, протодиакона Григория (Болгарина). Исидор осуществлял управление православными епархиями Константинопольской патриархии не из захваченного турками Константинополя, а из Рима, где и скончался 27 апреля 1463 года.
3 сентября 1458 года римский папа Пий II издал буллу о разделении Киевской митрополии на верхнюю (московскую) и нижнюю (польско-литовскую), на которую был назначен униатский митрополит Григорий Болгарин. Он не был допущен к управлению подвластными Москве епископиями и в течение 15 лет управлял лишь епархиями Литвы. В 1470 году статус Григория был подтверждён вселенским патриархом Константинополя Дионисием I. В том же году новгородцы сочли нужным отправить кандидата на место умершего архиепископа Ионы Феофила на поставление в сан не к московскому митрополиту, а к киевскому, что стало одной из причин первого похода Ивана III на Новгород (1471).
Предполагавшееся на соборе во Флоренции объединение христиан для борьбы с мусульманской агрессией оказалось неэффективным (католики не спасли Константинополь от захвата османами). После падения столицы Византийской империи и замены власти Константинопольского христианского императора на власть мусульманского султана в митрополиях Константинопольского патриархата значительно возросло значение светских правителей, власть которых стала сильнее власти духовных владык. 15 сентября 1475 года на освященном Соборе в Константинополе в митрополита Киевского и всея Руси «по мзде» был избран и рукоположен монах Афонского монастыря Спиридон Сатана. Однако король Польши и великий князь Литовский Казимир IV, очевидно, по просьбам своего сына Казимира, не позволил новому иерарху русской церкви осуществлять управление своими епархиями и сослал Спиридона в Пуню, а на митрополичьем престоле утвердил смоленского архиепископа из рода русских князей Пестручей — Мисаила, который 12 марта 1476 года подписал письмо к папе Сиксту IV (на это письмо папа ответил буллой, в которой признал восточный обряд равноправным латинскому). Находясь в ссылке, Спиридон продолжал общение со своей паствой (сохранились написанные им в Литве «Изложение о православней истинней нашей вере» и «Слово на Сошествие Св. Духа»). Поставление Спиридона митрополитом всея Руси вызвало беспокойство московских правителей, обозвавших митрополита Сатаной. В «утверждённой» грамоте епископа Вассиана, получившего в 1477 году от Московского митрополита Тверскую кафедру, специально оговаривается: «А к митрополиту Спиридону, нарицаемому Сатане, взыскавшаго во Цариграде поставлениа, во области безбожных турков, от поганаго царя, или кто будет иный митрополит поставлен от латыни или от Турскаго области, не приступити мне к нему, ни приобщениа, ни соединенна ми с ним не имети никакова». Из Литвы Спиридон перебрался на территорию Новгородской республики (в 1478 году покорённой Иваном III) или Тверского княжества, которое в 1485 году было захвачено Иваном III. Арестованный митрополит Киевский, Галицкий и всея Руси был сослан в Ферапонтов монастырь, где сумел оказать значительное влияние на развитие нестяжательского монашеского движения в северных землях Московской митрополии, руководил развитием Белозерской иконописной школы, в 1503 году написал Житие Соловецких чудотворцев Зосимы и Савватия. В последние годы своей жизни Спиридон, выполняя заказ Василия III, сочинил легендарное «Послание о Мономаховом венце», в котором описал происхождение московских князей от римского императора Августа.
После отъезда Серапиона из Литвы православные епископы Киевской митрополии выбрали себе митрополитом архиепископа Полоцкого Симеона. Король Казимир IV позволил ему получить утверждение в Константинополе. Константинопольский Патриарх Максим утвердил Симеона и прислал ему «Благословенное письмо», в котором обращался не только к нему, но и ко всем епископам, священникам и верным Святой Церкви. Патриаршее послание привезли два экзарха: митрополит Энейский Нифонт и епископ Ипанейский Феодорит, которые в 1481 году совершили интронизацию нового митрополита вместе с епископами митрополии Киевской, Галицкой и всея Руси в Новгородке Литовском. Избрание Симеона прекратило недоразумения, связанные с арестом Спиридона и деятельностью неканонично нареченного митрополита Мисаила. После утверждения Симеона крымский хан Менгли I Герай в 1482 году взял и выжег Киев и Печерский монастырь, ограбил Софийский собор. Митрополит Симеон поставил архимандритом Виленского Троицкого монастыря Макария (будущего митрополита Киевского) и рукоположил архимандрита Вассиана в сан епископа Владимирского и Брестского. При митрополите Симеоне началась Пограничная война между Великим княжеством Московским и Великим княжеством Литовским.
После смерти митрополита Симеона (1488 год) православные избрали на престол Киевской митрополии «мужа святаго, сугубо наказаннаго в писанiях, могущаго и иных пользовать и противящимся закону нашему сильнаго возбранителя» архиепископа Полоцкого Иону (Глезну). Избранный долго не соглашался, называл себя недостойным, но был «умолен просьбами князей, всего духовенства и людства, и подвигнут повеленіем господаря». До получения патриаршего утверждения (в 1492 году) Иона управлял Киевской митрополией с титулом «електа» (наречённого митрополита). При митрополите Ионе (скончался в октябре 1494 года) был заключен «Вечный мир» с Москвой и договор о браке великого князя Александра с Еленой Ивановной.
В 1495 году Собор архиереев избрал архимандрита Виленского Троицкого монастыря Макария и постановил в срочном порядке, соборными силами местного епископата, сначала посвятить Макария во епископа и в митрополита, и потом уже послать post factum посольство к патриарху за благословением. «Собрались тогда епископы Владимирский Вассиан, Полоцкий Лука, Туровский Вассиан, Луцкий Иона и постановили архимандрита Макария, по прозванию Черта, митрополитом Киеву и всей Руси. А к патриарху за благословением послали старца Дионисия и Германа диакона-инока». Вскоре посольство вернулось с утвердительным ответом, но посланник патриарха сделал выговор за нарушение нормального порядка. Послу были объяснены причины торопливости, и он их признал убедительными. Митрополит Макарий жил в Вильне, склонял литовского великого князя Александра к православным, а в 1497 году поехал в Киев, чтобы заняться восстановлением разрушенного Софийского собора. По дороге в Киев, когда митрополит проводил Божественную литургию в храме на берегу Припяти, на храм напали татары. Святитель призвал присутствующих спасаться, а сам остался у алтаря, где и принял мученическую смерть. Современники горячо оплакивали смерть Макария. Его тело привезли в Киев и положили в храме Святой Софии. После захвата московскими войсками в союзе с касимовскими и казанскими татарами Вяземских и части Верховских земель Киевской митрополии Иван III стал претенциозно именоваться Великим князем Московским и всея Руси.
В конце XV века в Киевской митрополии основаны Дерманский и Супрасльский монастыри. В 1500 году Иван III начал вторую войну с ВКЛ, в результате которой московскими войсками было занято около трети земель Киевской митрополии. Брянская и Черниговская епископии были ликвидированы, а их епархии подчинены иерархам Московской митрополии. В подчинение московскому митрополиту были переведены и христиане Торопецкого повета. Жители Смоленска, вдохновляемые смоленским епископом Иосифом (Солтаном), выдержали осаду московскими войсками и в 1507 году православные литвины избрали Иосифа митрополитом Киевским и всея Руси. В 1509 году Иосиф провёл в Вильне собор православных христиан Киевской митрополии и 20 сентября 1509 года подписал грамоту, которой разрешал проводить православные богослужения в польских и немецких землях на подвижном антимине, полученном от патриарха представителями виленского братства прихожан Пречистенского собора. В 1510 году Василий III захватил Псков. В 1511 году митрополит Иосиф получил от короля Сигизмунда I подтверждение своей власти над всеми церквями греческого закона в Литве и Польше. В 1514 году московские войска захватили Смоленск и двинулись вглубь Литвы, но 8 сентября московское войско было разгромлено близ Орши войском под командованием Константина Ивановича Острожского. В честь Оршанской победы в Вильне была устроена триумфальная арка, названная народом Острожской брамой (позднее называемая Острой брамой), известной как местопребывание Остробрамской иконы Божией Матери. На деньги Константина Ивановича Острожского в Вильне был перестроен кафедральный Пречистенский собор, Троицкая и Никольская церкви. В 1517 году полочанин Франциск Скорина начал печатание церковно-православных книг в Праге, а в 1520 году основал типографию в Вильне.
После завоевания турками Черногории (1499) Киевская митрополия почти столетие оставалась единственной митрополией Православной Церкви Константинопольского патриархата, свободной от не христианских правителей. Но митрополитами Киевскими, Галицкими и всея Руси в XVI веке становились шляхтичи, семейные, богатые люди, более заботящиеся не о христианским просвещением паствы, а об экономическом состоянии своих владений, что противоречило 82 правилу Карфагенского собора, запрещающего епископу «более надлежащего упражняться в собственном деле и составлять попечение и прилежание о своем престоле». Определяющее значение в избрании кандидатов на митрополичью кафедру в Литве получили не христианские ценности. Уже в XV веке часть представителей литовской аристократии, ориентируясь на королей католиков, переходила из православной Церкви в католическую, но этот переход, в связи с влиянием гуситского движения на литвинов, не был массовым. Отношения православных с католиками обострились в ходе гражданской войны. В середине XVI века многие аристократы были увлечены идеологией Лютера и Кальвина и переходили в протестантство, но, после успехов контрреформации, примкнули к католической Церкви. Расколом литвинского сообщества на несколько конфессиональных групп воспользовался Иван Грозный, войска которого в ходе Ливонской войны в 1563 году захватили Полоцк. Войска Ивана грозного вывезли в Московское государство несколько десятков тысяч православных литвинов. Угроза государственной независимости вынудила литвинов к поискам конфессионального и политического согласия. Было объявлено о равенстве прав православных, протестантов и католиков. Поляки воспользовались ситуацией и захватили литовские земли современной Украины и восточной Польши. В 1569 году литвины вынуждены были подписать Люблинский акт, по которому учреждалась конфедерация Короны Польской и Великого Княжества Литовского (Речь Посполитая). В новом государственном формировании обострилась идеологическая борьба между представителями разных конфессиональных групп. Просветительская и полемическая деятельность православных активизировалась во Львове, Вильне, Остроге. Активное участие в этой деятельности принимали многие литовские представители духовенства и мирян (Константин Острожский, братья Зарецкие, Иоанн Вышенский, Герасим Смотрицкий, печатники Иван Фёдоров и Пётр Мстиславец, книгоиздатели Мамоничи, члены православных братств и др.).
К концу XVI века Православная Церковь в Речи Посполитой стала перед необходимостью реформы образования. Необходимость в смене образовательной парадигмы возникла в среде православной интеллектуальной элиты прежде всего в результате того, что традиционный для Slavia Orthodoxa начётнический тип образованности оказался неспособным в полной мере противостоять в XVI веке напору вначале Реформации, а затем и католической Контрреформации. Духовенство было неспособно отстаивать в полемике свои убеждения, удовлетворять возросшие потребности паствы.

## Киевская митрополия после Брестской унии 1596—1686

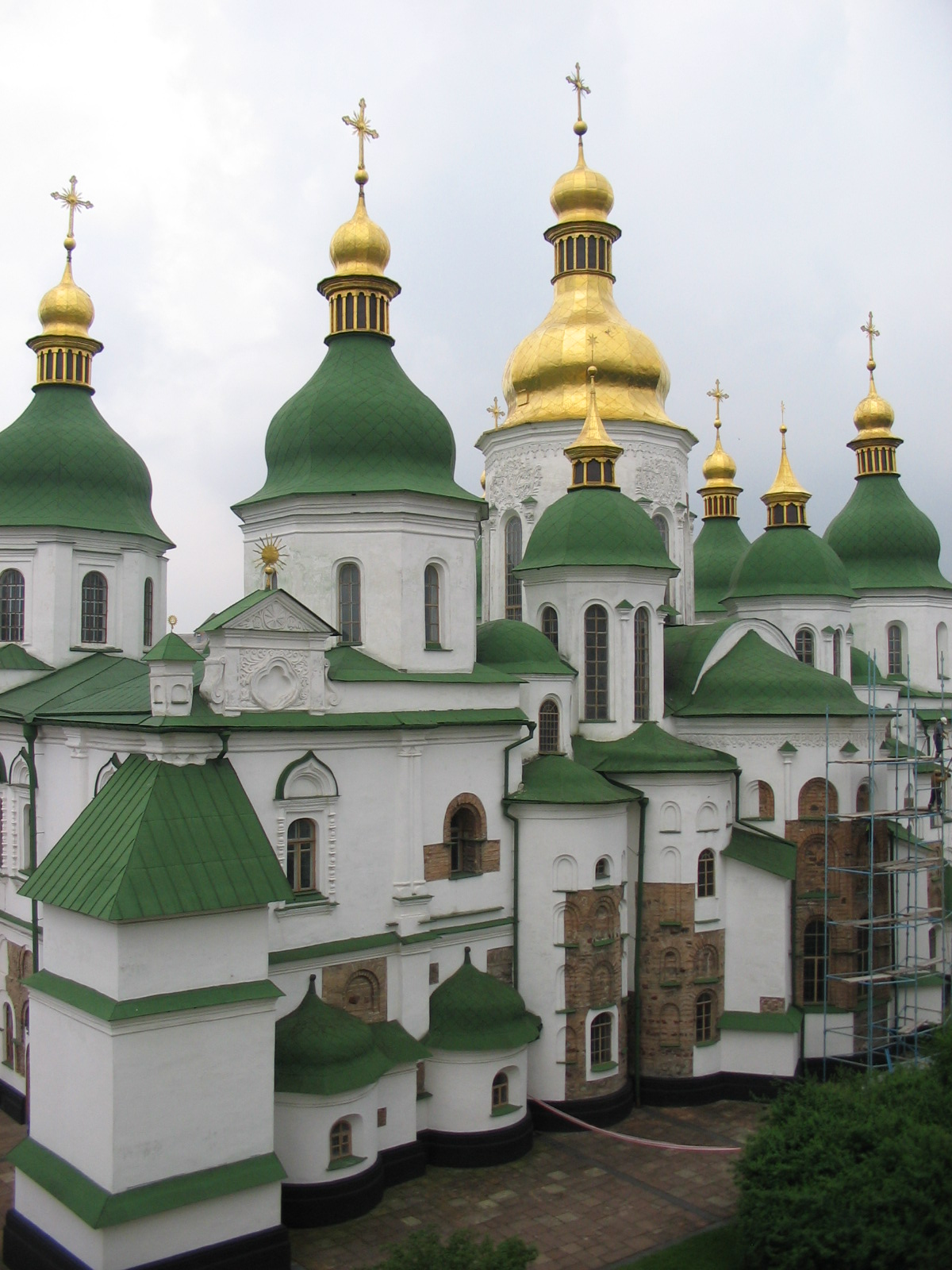
Софийский собор в Киеве Кафедральный собор Киевской митрополии

В 1596 году на соборе в Бресте пять епископов и митрополит Михаил Рогоза объявили о переходе из юрисдикции Константинопольского патриархата в подчинение Римскому престолу. Епископы Гедеон (Балабан) и Михаил Копыстенский на заседании Собора противников унии отвергли решения униатов, сохранив православную церковную организацию (без митрополита) в Речи Посполитой. После заключения Брестской унии началась борьба с униатами за церкви и монастыри.
В 1620 году Иерусалимский патриарх Феофан III восстановил православную иерархию на часть литовской митрополии, посвятив в Киеве Иова Борецкого в митрополита Киевского и всея Руси с титулом «Экзарх Константинопольского трона». В составе Киевской митрополии в 1632 году учреждена Оршанская, Мстиславская и Могилевская епископия, находившаяся на территории Великого княжества Литовского.
С мая 1686 года, когда Константинопольский патриарх Дионисий IV дал согласие на подчинение Киевской митрополии Московскому патриархату, церковная организация Православной Церкви Константинопольского патриархата на территории центральной Европы прекратила существование.

## Список иерархов
Титулы митрополитов Руси менялись на «митрополит Литвы», «митрополит Литвы и Малой Руси», «митрополит Киевский и всея Руси», «митрополит Киевский, Галицкий и всея Руси».
Митрополиты Литвы и Малой Руси
- Феофил — митрополит Литвы (до августа 1317—после апреля 1329);
- Феодорит — титул неизвестен (1352—1354);
- Роман — митрополит Литвы (1355—1362);
- Киприан — митрополит Литвы и Малой Руси (1375—1378);

Митрополиты Киевские и всея Руси (до 1458 года)
- Алексий (1354—1378);
- Киприан (1378—1406);
- Фотий (1408—1431);
- Григорий (1415—после 1420);
- Герасим (1433—1435);
- Исидор (1436—1458).

Митрополиты Киевские, Галицкие и всея Руси (1458—1596)
- Григорий (Болгарин) (1458—1473);
- Мисаил Пеструч (1475−1480);
- Спиридон (1475—1481) (†1504);
- Симеон (1481—1488);
- Иона I (Глезна) (1492—1494);
- Макарий I (1495—1497);
- Иосиф I (Болгаринович) (30.05.1498 − 01.05.1500 временный управляющий); (1500 − 1503);
- Иона II (1503—1507);
- Иосиф II (Солтан) (1507—1509 временный управляющий)(1509—1521);
- Иосиф III (1522—1534);
- Макарий II (1534—1556);
- Сильвестр (Белькевич) (1556—1567);
- Иона III (Протасевич) (1568—1576);
- Илия (Куча) (1577—1579);
- Онисифор (Девоча) (1583—1589);
- Михаил (Рогоза) (1589—1596); принял Брестскую унию.

С 1596 по 1620 год не принявшие Брестскую унию православные Речи Посполитой оставались без митрополита.
Митрополиты Киевские, и всея Руси (1620—1688)
- Иов (Борецкий) (1620—1631);
- Исаия Копинский (1631—1640);
- Петр (Могила) (1632—1647);
- Сильвестр (Коссов) (1648—1657);
- Дионисий (Балабан) (1658—1663);
- Иосиф (Нелюбович-Тукальский) (1663—1675);
- Антоний (Винницкий) (1675—1679);
- Гедеон (Четвертинский) (1685—1686).